# Canal de la Infanta
El Canal de la Infanta, el nombre completo del cual es Canal de la Serenísima Infanta Doña Luisa Carlota de Borbón, es una canalización de 17'420 km de aguas procedentes del río Llobregat, que abastecía los campos del valle bajo de la comarca del Bajo Llobregat. Inicialmente se extendía por los términos municipales de Molins de Rey, Santa Cruz de Olorde, San Felíu de Llobregat, San Juan Despí, Cornellá , Hospitalet y Sants. Construido entre los años 1817 y 1820, con fines puramente agrícolas, se convirtió en un eje dinamizador de la economía de la zona.
Actualmente (2011) el canal todavía funciona en el tramo comprendido entre Molins de Rey y Cornellá, abasteciendo de agua de riego las tierras de Cal Trabal en Hospitalet.

## Orígenes
Los promotores del canal de la Infanta perseguían el objetivo de transformar las tierras fértiles que disponían de cultivo de secano al de regadío. De esta manera se conseguiría aumentar la productividad de las tierras (pasando de una cosecha anual a tres o incluso cuatro) y ampliar la variedad de los cultivos, siendo los márgenes comerciales de estos nuevos productos considerablemente superiores a los márgenes de los productos tradicionales.
El objetivo inicial del canal se consiguió rápidamente y superó con creces las previsiones de los promotores. Paralelamente el canal otorgó un beneficio que no había sido previsto: la industrialización de la zona.
A partir de la captación de aguas en la "casa de compuertas del canal Ferrer y Mora" de Molins de Rey, también conocido como el "Rec Vell" (Acequia Vieja), discurre por los términos municipales de Molins de Rey, Santa Cruz de Olorde, San Felíu de Llobregat, San Juan Despí, Cornellá de Llobregat, Hospitalet de Llobregat y Sants, en aquel momento todavía no integrada en Barcelona, irrigando entre 2.600 y 3.200 hectáreas, con un caudal en origen de unos 4.200 litros por segundo (actualmente entre 600 y 900 l/s). El canal transcurre durante 17.420 metros con un desnivel total de 13,65 metros y un total de 25.050 metros más de acequias secundarias. Su anchura varía entre 4 y 2,5 metros con un calado medio de unos 1,5 metros.
La autorización de su construcción fue otorgada por Real Orden del 2 de septiembre de 1817, con la denominación de Canal de Castaños. Posteriormente cambió la denominación original por la de Infanta Doña Luisa Carlota de Borbón (por la Real Cédula del 22 de diciembre de 1824).

### Marco Histórico
La construcción del canal debe encuadrarse en el reinado de Fernando VII y en el convulso panorama político de la época. Los constantes altibajos en la política absolutista del rey llevan a la aprobación el 19 de mayo de 1816 de un Real Decreto en el que se anulaba la exclusividad de la corona en la construcción de canales, hecho en que se apoyarán los promotores de la obra. A pesar de ello, este decreto se derogó en 1824.
Debido a esta situación de inestabilidad política, se hacía necesario tener el apoyo de los poderes públicos para poder conseguir el objetivo marcado. Los promotores encontraron el apoyo de Francisco Javier Castaños, Capitán General de Cataluña, quien se convirtió en el principal defensor de la obra (por este hecho, e inicialmente, el canal llevaría su nombre). A pesar de este apoyo la obra se llevaría a cabo sin la intervención de capital público.

### La construcción
Las obras se iniciaron el 11 de septiembre de 1817 proyectadas por Tomás Soler y Ferrer quien contó con la participación de Pere Serra Bosch. La falta de experiencia en la gestión del sistema de construcción, y la financiación totalmente privada, hizo que la desconfianza marcara el desarrollo de la obra. La aparición de diferentes dificultades técnicas hizo que el coste de la obra superase con creces el presupuesto inicial de 3 millones de reales llegando a un coste total de 4.350.000 reales, aumentando de este modo las cantidades que debían satisfacer los propietarios, los cuales pagaban la obra en función de la superficie irrigada. El canal contaba con 13 saltos de agua que generaban 262 CV (en 1884) y que ayudaron a la implantación de la industria en la zona a finales del siglo XIX.
Para vencer los recelos, y a pesar de no estar terminada la obra, se pidió a la infanta Luisa Carlota de Borbón que inaugurara el canal el 21 de mayo de 1819 aprovechando que estaba de visita en Barcelona.
Sin embargo, el hecho de que todos los propietarios tuvieran que satisfacer el coste de las obras independientemente de que ya fueran irrigados o no, hizo que un grupo de propietarios presentase un recurso en marzo de 1820 al General Castaños. El recurso se retiró cuando finalizaron las obras el mismo 1820.
Asimismo, una vez finalizadas las obras surgió un conflicto inesperado: Dado que la toma de aguas del canal se hacía en la acequia de desagüe de los molinos y las fábricas de El Papiol y Molins de Rey, los propietarios de estos impusieron un pleito contra la Junta de Gobierno del canal reclamando indemnizaciones por emplear aguas de su propiedad. Dicho pleito se resolvió en 1847 cediendo, como compensación, la explotación de algunos saltos de agua.

## Transformación Económica

### Agricultura
La transformación de cultivos de secano en regadío comportó numerosas ventajas (intensificación, diversificación de la producción, entre otros), una demostración de este hecho fue la rápida consolidación del regadío en la comarca.
Asimismo la mejora de las comunicaciones (construcción en 1855 de la línea de tren entre Molins de Rey y Barcelona) y la gran crisis de la vid (debido a las epidemias de filoxera) incrementarán aún más la rentabilidad de las producciones.
El exitoso ejemplo del margen izquierdo del Llobregat fue imitado en el año 1855 con la construcción del canal del margen derecho, que posibilitará la transformación en regadío de terrenos de los municipios de San Vicente dels Horts, Santa Coloma de Cervelló, San Baudilio de Llobregat y El Prat de Llobregat.
Este hecho, junto con las mejoras en las comunicaciones convertirán el valle bajo del Llobregat en un espacio de producción agrícola a escala europea durante el primer tercio del siglo XX. En 1902 se exportan 1.500 toneladas de fruta del Delta del Llobregat. En 1936 se cargan sólo El Prat del Llobregat 40 vagones diarios de alcachofas y 100 de lechugas
En 1933 la superficie de regadío del canal llega a su máximo histórico: 2.710 hectáreas.
Esta solidez agraria se verá truncada por el impacto de la Guerra Civil, la Segunda Guerra Mundial y la progresiva urbanización e industrialización de la zona.
En 2007 la superficie de riego del canal se había reducido a unas 375 hectáreas, la comunidad de regantes era de 280.

### Industria
A inicios del siglo XIX la actividad industrial estaba fuertemente polarizada en la comarca, al norte se encontraba la mayoría de la producción preindustrial (en Olesa de Montserrat y Esparraguera, se concentraba principalmente la producción de productos confeccionados con lana, en Martorell seda, cobre y aguardiente. Este hecho venía especialmente dado por la fuerza hidráulica generada por el río Llobregat. La construcción del Canal de la Infanta y el aprovechamiento de sus diferentes saltos de agua permiten la difusión de la industria en la zona.
Las primeras industrias que se instalaron estaban directamente relacionadas con la agricultura (molinos harineros, aserradores, ...) que iniciaron el proceso de implantación industrial alrededor del canal. Asimismo también se instalaron otras empresas de carácter más industrial. En las saltos nombrados Erasmo, Quer y Rosés se instalaron industrias textiles, otra industria destacada fue el molino papelero del Torrent Gornal.
En Molins de Rey, la industrialización se inició en 1830 con la instalación de la fábrica de tejidos Galtés con 13 telares manuales, contando el año 1850 con 37 telares y 56 obreros. La primera gran industria mecanizada en instalarse fue la que fundó Josep Ferrer y Mora en 1850, que llegará a contar con 3.272 obreros y 100 telares mecánicos movidos por la energía hidráulica proporcionada por el Rec Vell. Su ejemplo fue seguido por otras industrias dedicadas a la misma actividad: Can Coll, Can Iborra, Can Malvehí, Can Samaranch, etc. Esta inercia no se detendría hasta la llegada de la guerra civil

## Declive del canal
Las nuevas tecnologías aportadas por la Revolución Industrial, la máquina de vapor, gas y electricidad permiten a las industrias dejar de depender de la energía Hidráulica, sin embargo este no es el principal factor que llevará a esta infraestructura al declive. Aunque las fábricas ya no dependen exclusivamente de dicha energía, los diferentes núcleos industriales definidos alrededor del canal actúan como polos de atracción de las nuevas industrias.
El desarrollo acelerado de la economía catalana de los años 60 y 70 del siglo XX y las fuertes corrientes migratorias son especialmente destacables en la comarca del Bajo Llobregat. El equilibrio entre industria y agricultura, que hasta mediados del siglo XX habían sido complementarias, se rompe. La expansión de la industria requiere mano de obra que conlleva la llegada de nuevos contingentes migratorios que se integran en el tejido productivo industrial, alimentando e iniciando nuevamente el ciclo.
El reflejo territorial de este hecho será el rápido crecimiento urbano de inicios de los años 60 con una exigua planificación del crecimiento urbano.
Por lo que respecta al canal ni sus características ni funciones principales habían variado mucho en el último siglo, hasta llegar a los años 50 del siglo XX, cuando todavía se permitía el baño. El número de hectáreas regadas por el canal disminuye constantemente y la infraestructura pasa a estar integrada en un entorno urbano.
El rápido empeoramiento de las aguas del Llobregat y la falta de presupuesto para construir colectores de aguas residuales, provocarán que se vea afectado el abastecimiento de agua a la planta potabilizadora de San Juan Despí. Las aguas de la Riera de Rubí y del río Noya, principales afluentes de materias contaminantes del río, se desvían hacia el canal de la Infanta y se invalidan los retornos de este al río, creando así un sistema estanco que devolvía el agua al río aguas abajo de la planta potabilizadora que suministraba al área metropolitana, pero al precio de convertir el canal en una cloaca. Si bien, en un principio, se trataba de una solución provisional, la necesidad de garantizar el abastecimiento en el área metropolitana la volvió permanente.
Como era de esperar, el carácter marcadamente residual de las aguas transportadas por el canal creó bastantes problemas a las poblaciones que atraviesa así como los regantes de éste. Este hecho provocó la práctica desaparición del canal, ya que la desidia por parte de la administración estatal en controlar los vertidos contaminantes al Llobregat, provocó que tuvieran que ser las corporaciones locales las que a finales del franquismo y primeros años de la democracia, ya sea por desvíos de caudal hacia colectores o mediante el cubrimiento de este, se encarguen de resolver de forma torpe el problema, presionadas en la mayoría de veces por los movimientos vecinales de las poblaciones afectadas.

## Actualidad
En la actualidad, el tratamiento de las aguas residuales en el origen, mediante depuradoras, han conseguido reducir la carga contaminante aportada al Canal de la Infanta, mejorando así la calidad de sus aguas. Sin embargo, el continuo crecimiento urbano y la especulación urbanística hacen peligrar las tierras de los pocos regantes que aún lo utilizan, así como de los restos del canal que aún existen en el entorno urbano, que llevan a movilizarse a varias plataformas y entidades ciudadanas para defender los vestigios de lo que aún quedan en pie, tal como l'Avanc en Cornellá o "Protejamos el Canal de la Infanta!" en Hospitalet de Llobregat.
Englobada dentro de estas movilizaciones, el 21 de marzo de 2012, el Parlamento de Cataluña aprobó por unanimidad una moción presentada por el grupo parlamentario de Esquerra Republicana de Cataluña, de mano de la diputada hospitalense Anna Simó y pactada con el grupo parlamentario de Convergencia y Unión, con la también diputada hospitalense Meritxell Borràs, según la cual se reconocía la deuda histórica que tenían con este canal los territorios regados por él (Bajo Llobregat, Hospitalet y Barcelona) y se instaba al gobierno a estudiar la viabilidad de declararlo Bien Cultural de Interés Nacional (BCIN), convirtiéndolo, de facto, en el primer reconocimiento oficial desde su construcción del papel vital del Canal de la Infanta para la historia de la comarca.